# 杨志刚 (车辆工程专家)
杨志刚，同济大学教授，机械与能源工程学院院长，中国教育部第六批“长江学者”特聘教授，博士毕业于康奈尔大学机械航空工程学院，曾担任NASA研究员。担任国际汽车工程师学会汽车空气动力学委员会委员、中国汽车工程学会汽车空气动力学分会名誉主席等。